# NGC 1012
NGC 1012 este o galaxie spirală situată în constelația Berbecul. A fost descoperită în 11 septembrie 1784 de către William Herschel. Se află la o distanță de 16,2 megaparseci de Pământ.